# Виноградов, Андрей Степанович
Андрей Степанович Виноградов (1905—1947) — майор Рабоче-крестьянской Красной Армии, участник советско-финской и Великой Отечественной войн, Герой Советского Союза (1940).

## Биография
Андрей Виноградов родился 23 ноября (6 декабря) 1905 года в деревне Горма (ныне — Спировский район Тверской области) в семье крестьянина. Русский. Получил неполное среднее образование. В 1938 году Виноградов был призван на службу в Рабоче-крестьянскую Красную армию. Окончил полковую школу, в годы советско-финской войны в звании младшего командира командовал отделением связи 123-й стрелковой дивизии 7-й армии Северо-Западного фронта. Отличился во время этой войны.
За период с ноября 1939 года по март 1940 года Виноградов неоднократно, рискуя жизнью, восстанавливал связь между батальонами и полковым штабом. Так, 7 марта 1940 года в бою на станции Тали на Карельском перешейке Виноградов, несмотря на массированный вражеский огонь, поддерживал бесперебойную связь между подразделениями советских войск.
Указом Президиума Верховного Совета СССР от 21 марта 1940 года за «образцовое выполнение боевых заданий командования на фронте борьбы с финской белогвардейщиной и проявленные при этом отвагу и геройство» младший командир Андрей Виноградов был удостоен высокого звания Героя Советского Союза с вручением ордена Ленина и медали «Золотая Звезда» за номером 355.
После окончания войны в 1940 году Виноградов окончил Военно-политическое училище, в 1942 году — Военно-политическую академию. Член ВКП(б) с 1941 года. Участвовал в Великой Отечественной войне, был заместителем командира батальона связи по политчасти. В 1945 году в звании майора Виноградов был уволен в запас. Скончался 20 июля 1947 года, похоронен в селе Белый Омут Вышневолоцкого района Тверской области.
Также был награждён двумя орденами Красной Звезды и рядом медалей.